# 十興里
24°49′N 121°01′E / 24.817°N 121.017°E
十興里（臺灣客家語海陸腔：shib hinˋ liˋ，饒平腔：shibˋ hinˇ liˇ）為臺灣新竹縣竹北市轄下的一里，下設35鄰，共3758戶，人口數10336人。在新竹都會區的人口成長上是發展最迅速的一里。
十興里位於新竹平原上，中山高速公路由北而南穿越里境，左半部與市區相連一片，右半部包含縣治二期重劃區和臺灣大學竹北校區預定地。南以東興圳與中興里、鹿場里為界、西以豆仔埔溪與北崙里為界，北以三民路、新社圳支線與竹仁里、竹北里為界，東到高鐵新竹站附近。
十興里曾經是竹北市東部主要的農業區，其灌溉用水主要由頭前溪引水而入的東興圳提供。縣治重劃之後，十興里包含大型公園、臺灣大學竹北校區預定地。又因為竹北交流道和光明六路、自強南北路交匯，交通非常便捷，興建了成群的大型集合住宅，人口大量移入，使戶籍人口數已突破2萬3千人，成為竹北市人口最多的一里。2013年3月1日，十興里新劃出東興里、北興里、興安里、文化里。
十興里境內傳統的信仰有菩提蘭若以及蓮華寺，都是佛教寺廟。菩提蘭若供奉的本尊為本師釋迦牟尼佛，蓮華寺供奉的本尊為觀世音菩薩。